# 小学館世界J文学館
『小学館世界J文学館』（しょうがくかんせかいジェイぶんがくかん）は、2022年11月22日に小学館から発売された文学全集。紙の本は作品を紹介するための1冊のみで、本編の125作品はインターネットの専用サイトにQRコードを用いてアクセスし、電子書籍として読む形式を採用している。作品の選定は小学校中学年から中学生以上を対象としており、書名の「J」は、「児童」「ジュニア」「次世代」を意味している。

## 経緯
小学館が2022年に創立100周年を迎えるに当たって、「子どもたちが本を好きになってくれる入り口になるような、新しい“児童文学全集”をつくろう」という声が挙がったことから企画され、「今の時代に合った児童文学全集とはどんなものか」を検討し、1冊の本から各作品の電子書籍にアクセスするという形式になった。
編集委員には浅田次郎、角野栄子、金原瑞人、さくまゆみこ、沼野充義、編集顧問には野上暁が就いた。編集には総勢300名以上が関わり、作品の選定に際しては50人ほどの識者に協力を仰ぎ、挙げられた500以上の作品から125作品を厳選した。
2022年5月18日に行われた新企画説明会で、創立100周年企画として児童向けの世界文学全集「小学館世界J文学館」を11月に刊行することを発表した。

## 内容
全125作品のうち105作品は新訳で、そのうちの24作品は初の日本語訳となっている。収録作品については後述。

## 仕様
紙の本では見開き2ページで作品をイラスト・写真付きで紹介、作品を読む場合はQRコードを読み込んでスマホやタブレットで閲覧する仕組みをとっている。パソコンしかなかったり、QRコードが読み込めない場合でも、ブラウザに直接URLを打ち込むことで閲覧は可能である。ブラウザはChrome、Safari、Firefoxのいずれかの最新版が動作するかどうかが判断基準となる。
作品はストリーミング型で提供される。本文は縦組みで、横組みには対応していない。ふりがなは「ぜんぶ」「ふつう」「すこし」の3段階、文字の大きさも5段階で切り替えることが可能な他、本文の音声読み上げ機能を搭載する。描き下ろしのイラストも掲載されている。
利用にはアカウント登録が必要で、1アカウントにつき最大3台の機器が登録できる。著者や翻訳者とは2030年8月までの出版契約を結んでおり、それ以降の閲覧に関しては現時点では未定である。

## 書誌情報
書誌情報については公式サイトを参照した。
- 価格：5500円（税込）
- 発売日：2022年11月22日
- 判型：A4判
- ページ数：268
- ISBN 978-4092893078

紙の本の装丁は城所潤、装画は福田利之が担当した。

## 収録作品
収録作品については公式サイトを参照した。
|     | 作品名                                                          | 作者名など                                 | 訳者名など                          | イラストレーター                                           | 新訳 | 初訳 |
| --- | --------------------------------------------------------------- | ------------------------------------------ | ----------------------------------- | ---------------------------------------------------------- | ---- | ---- |
| 1   | アーサー王物語                                                  | 文／井辻朱美                               | -                                   | アリストレーター                                           | ○    | -    |
| 2   | 青い傘ほか ラスキン・ボンド作品集                               | ラスキン・ボンド                           | 鈴木千歳、谷田恵子、青木せつ子      | 早川世詩男                                                 | ○    | ○    |
| 3   | 赤毛のアン                                                      | L・M・モンゴメリ                           | 田中亜希子                          | カシワイ                                                   | ○    | -    |
| 4   | あしながおじさん                                                | ジーン・ウェブスター                       | 西田佳子                            | まめふく                                                   | ○    | -    |
| 5   | 穴                                                              | ルイス・サッカー                           | 代田亜香子                          | タケウマ                                                   | ○    | -    |
| 6   | あなたもひめゆりの花                                            | イ・グミ                                   | 神谷丹路                            | ヘマ                                                       | ○    | ○    |
| 7   | あのころはフリードリヒがいた                                    | ハンス・ペーター・リヒター                 | 上田真而子                          | 岩淵慶造                                                   | -    | -    |
| 8   | アフリカン・マジック！ 〜ネルソン・マンデラが選んだ昔話と物語〜 | 編／ネルソン・マンデラ                     | さくまゆみこ                        | 末山りん                                                   | ○    | ○    |
| 9   | アラビアン・ナイト                                              | 文／ジェラルディン・マコックラン           | 金原瑞人、吉原菜穂                  | 八館ななこ                                                 | ○    | ○    |
| 10  | アンデルセン童話集                                              | ハンス・クリスチャン・アンデルセン         | 木村由利子                          | Naffy                                                      | ○    | -    |
| 11  | アンネの日記                                                    | アンネ・フランク                           | 深町眞理子                          | -                                                          | -    | -    |
| 12  | 家なき子                                                        | エクトール・マロ                           | 大林薫                              | 井田千秋                                                   | ○    | -    |
| 13  | イギリス昔話集                                                  | 編／ジョセフ・ジェイコブズ                 | 三辺律子                            | まめふく                                                   | ○    | -    |
| 14  | 石の花                                                          | パーヴェル・バジョーフ                     | 南平かおり                          | Naffy                                                      | ○    | -    |
| 15  | イソップ物語                                                    | イソップ                                   | 訳／渡辺和雄 文／市川宣子           | 阿部結                                                     | -    | -    |
| 16  | いたずらこびとプームックル                                      | エリス・カウト                             | 若松宣子                            | 山本まもる                                                 | ○    | -    |
| 17  | 雨月物語                                                        | 上田秋成                                   | 石川宏千花                          | 村田涼平                                                   | ○    | -    |
| 18  | ウミガラス島の仲間たち                                          | アストリッド・リンドグレーン               | 菱木晃子                            | 杉田比呂美                                                 | ○    | -    |
| 19  | エロシェンコ作品集                                              | ワシーリー・エロシェンコ                   | 編訳／高杉一郎 編・監修／佐々木照央 | 山田緑                                                     | -    | -    |
| 20  | 狼伝 フイマン                                                   | 沈石渓                                     | 髙野素子                            | 板垣夏樹                                                   | ○    | ○    |
| 21  | O・ヘンリー作品集                                               | O・ヘンリー                                | 笹山裕子                            | 平澤朋子                                                   | ○    | -    |
| 22  | オズの魔法使い                                                  | ライマン・フランク・ボーム                 | 宮坂宏美                            | 後藤貴志                                                   | -    | -    |
| 23  | オッチェ 〜コックのパパとホテルを作る〜                         | アニー・M・G・シュミット                   | 西村由美                            | フィープ・ヴェステンドルプ                                 | ○    | ○    |
| 24  | 女たちの物語 〜アフリカ系アメリカ人が語りつぐ民話と実話         | 編／ヴァージニア・ハミルトン               | さくまゆみこ                        | レオ＆ダイアン・ディロン                                   | ○    | ○    |
| 25  | 怪談                                                            | ラフカディオ・ハーン                       | もりうち すみこ                     | 軽部武宏                                                   | ○    | -    |
| 26  | 海底二万里                                                      | ジュール・ヴェルヌ                         | 荷見明子                            | 橋爪義弘、アルフォンス・ド・ヌーヴィル                     | ○    | -    |
| 27  | かしこいきつねの物語                                            | ヨゼフ・ラダ                               | 木村有子                            | ヨゼフ・ラダ                                               | ○    | -    |
| 28  | 片目のオオカミ                                                  | ダニエル・ペナック                         | 平岡敦                              | 玉村ヘビオ                                                 | ○    | -    |
| 29  | カトーレンの王                                                  | ヤン・テルラウ                             | 西村由美                            | にしざかひろみ                                             | ○    | ○    |
| 30  | ガリヴァー旅行記                                                | ジョナサン・スウィフト                     | 小林みき                            | 中垣ゆたか                                                 | ○    | -    |
| 31  | ガルシン作品集                                                  | フセヴォロド・ガルシン                     | 毛利公美                            | タダジュン                                                 | ○    | -    |
| 32  | 機関銃要塞の子どもたち                                          | ロバート・ウェストール                     | 金原瑞人、野沢佳織                  | 浅野隆広                                                   | ○    | -    |
| 33  | 奇岩城                                                          | モーリス・ルブラン                         | 伊藤直子                            | 岩本ゼロゴ                                                 | ○    | -    |
| 34  | キツネのライネケ                                                | ゲーテ                                     | 酒寄進一                            | 木原未沙紀                                                 | ○    | -    |
| 35  | ギリシア神話                                                    | 文／西村賀子                               | -                                   | 小林マキ                                                   | ○    | -    |
| 36  | 木を植えた人                                                    | ジャン・ジオノ                             | 河野万里子                          | 平澤朋子                                                   | ○    | -    |
| 37  | クマのプーさん                                                  | A・A・ミルン                               | 石井睦美                            | きくちちき                                                 | ○    | -    |
| 38  | くらやみがこわいちびふくろう                                    | ジル・トムリンソン                         | 中野怜奈                            | きくちちき                                                 | ○    | -    |
| 39  | クリスマス・キャロル                                            | チャールズ・ディケンズ                     | 千葉茂樹                            | しらこ                                                     | ○    | -    |
| 40  | グリム昔話集［初版］                                            | 編／ヤーコプ・グリム、ヴィルヘルム・グリム | 𠮷原高志、𠮷原素子                  | さとうゆうすけ                                             | -    | -    |
| 41  | クレクス先生のふしぎな学校                                      | ヤン・ブジェフファ                         | 小椋彩                              | 福井さとこ                                                 | ○    | -    |
| 42  | 黒いめんどりと地下の国                                          | アントニー・ポゴレリスキー                 | 久野康彦                            | 玉村ヘビオ                                                 | ○    | -    |
| 43  | クローディアの秘密                                              | E・L・カニグズバーグ                       | 松永ふみ子                          | E・L・カニグズバーグ                                       | -    | -    |
| 44  | 子鹿物語                                                        | マージョリー・キナン・ローリングズ         | 野沢佳織                            | 大野八生                                                   | ○    | -    |
| 45  | 古事記                                                          | -                                          | 訳／荻原規子 監修／三浦佑之         | 斎藤隆夫、大畑いくの、伊藤秀男、山村浩二、早川純子、阿部結 | ○    | -    |
| 46  | 西遊記                                                          | -                                          | 武田雅哉                            | トミイマサコ                                               | ○    | -    |
| 47  | サキ作品集                                                      | サキ                                       | もりうち すみこ                     | ミキワカコ                                                 | ○    | -    |
| 48  | サラムラの冒険                                                  | アルチル・スラカウリ                       | 児島康宏                            | にしざかひろみ                                             | ○    | ○    |
| 49  | 三銃士                                                          | アレクサンドル・デュマ・ペール             | 高野優                              | 遠田志帆                                                   | ○    | -    |
| 50  | 三人のふとっちょ                                                | ユーリー・オレーシャ                       | 古宮路子                            | 長崎訓子                                                   | ○    | -    |
| 51  | シートン動物記                                                  | アーネスト・トンプソン・シートン           | 中村久里子                          | アーネスト・トンプソン・シートン                           | ○    | -    |
| 52  | シェイクスピア物語                                              | ウィリアム・シェイクスピア                 | 文／河合祥一郎                      | 山村浩二                                                   | ○    | -    |
| 53  | シカゴよりこわい町                                              | リチャード・ペック                         | 斎藤倫子                            | 今中信一                                                   | -    | -    |
| 54  | シャーロック・ホームズ作品集                                    | アーサー・コナン・ドイル                   | 田口俊樹                            | 平沢下戸                                                   | ○    | -    |
| 55  | シャーロットのおくりもの                                        | E・B・ホワイト                             | さくまゆみこ                        | ガース・ウイリアムズ                                       | -    | -    |
| 56  | ジャングル・ブック                                              | ラドヤード・キップリング                   | 西本かおる、西田佳子                | ミロコマチコ                                               | ○    | -    |
| 57  | ショラのぼうけん                                                | ベルナルド・アチャガ                       | 宇野和美                            | ミケル・バルベルデ                                         | ○    | ○    |
| 58  | 白クマのフラム                                                  | チェーザル・ペトレスク                     | 住谷春也                            | 庄野ナホコ                                                 | ○    | ○    |
| 59  | 真紅の帆                                                        | アレクサンドル・グリーン                   | 沼野充義                            | 金子國義                                                   | ○    | -    |
| 60  | ずっといつまでも                                                | バルト・ムイヤールト                       | 野坂悦子                            | いせひでこ                                                 | ○    | ○    |
| 61  | 光草―ストラリスコ―                                              | ロベルト・ピウミーニ                       | 長野徹                              | 田中千智                                                   | -    | -    |
| 62  | スノーフレークの話                                              | ポール・ギャリコ                           | 井上里                              | 写真／武田康男                                             | ○    | -    |
| 63  | スピリット島から来た少女                                        | ルイーズ・アードリック                     | 杉田七重                            | 草野碧                                                     | ○    | -    |
| 64  | 1400個のコヤスガイ 〜西アフリカ・ヨルバ人の昔話〜               | 編／アバヨミ・フジャ                       | さくまゆみこ                        | 千海博美                                                   | ○    | ○    |
| 65  | タイムマシン ほか二編                                           | H・G・ウェルズ                             | 原田勝                              | 槇えびし                                                   | ○    | -    |
| 66  | 宝島                                                            | ロバート・ルイス・スティーヴンソン         | 石田文子                            | 岩本ゼロゴ                                                 | ○    | -    |
| 67  | 竹取物語                                                        | -                                          | 小手鞠るい                          | 槇えびし                                                   | ○    | -    |
| 68  | 谷川俊太郎17＋∞                                                 | 詩／谷川俊太郎                             | 編／市河紀子                        | -                                                          | -    | -    |
| 69  | たのしい川べ                                                    | ケネス・グレアム                           | 井上里                              | 山村浩二                                                   | ○    | -    |
| 70  | チークの少年時代                                                | ファジリ・イスカンデル                     | 高橋航平、石井優貴                  | 松並良仁                                                   | ○    | ○    |
| 71  | チェーホフ作品集                                                | アントン・チェーホフ                       | 沼野充義                            | 100％ORANGE                                                | ○    | -    |
| 72  | 誓いのプレイボール                                              | イ ヒョン                                  | 神谷丹路                            | 田中海帆                                                   | ○    | ○    |
| 73  | チケとニジェール川                                              | チヌア・アチェベ                           | さくまゆみこ                        | 中村俊貴                                                   | ○    | ○    |
| 74  | 父の大手柄                                                      | マルセル・パニョル                         | 平岡敦                              | 杉田比呂美                                                 | ○    | -    |
| 75  | 注文の多い料理店 〜イーハトヴ童話〜                             | 宮沢賢治                                   | 柴田ケイコ                          | -                                                          | -    | -    |
| 76  | 朝鮮の民話                                                      | 編／イ・ウォンス、ソン・ドンイン           | 神谷丹路                            | 池貴巳子                                                   | ○    | ○    |
| 77  | テラビシアの橋                                                  | キャサリン・パターソン                     | 前沢明枝                            | げみ                                                       | ○    | -    |
| 78  | トム・ソーヤーの冒険                                            | マーク・トウェイン                         | 金原瑞人                            | スカイエマ                                                 | ○    | -    |
| 79  | ドリトル先生航海記                                              | ヒュー・ロフティング                       | 千葉茂樹                            | 鈴木のりたけ                                               | ○    | -    |
| 80  | トルストイ作品集                                                | レフ・トルストイ                           | 奈倉有里                            | 三村晴子                                                   | ○    | -    |
| 81  | トンボの眼 〜フランスから来たおばあちゃま〜                     | 曹文軒                                     | 中由美子                            | 朱成梁                                                     | ○    | ○    |
| 82  | 長い長い黒猫の話                                                | カレル・チャペック                         | 木村有子                            | ヨゼフ・チャペック                                         | ○    | -    |
| 83  | ナスレッディン・ホジャ 〜トルコのとんち話101選〜                | 文／新藤悦子                               | -国松エリカ                         | -                                                          | ○    | -    |
| 84  | 何かが道をやってくる                                            | レイ・ブラッドベリ                         | 金原瑞人                            | 酒井駒子                                                   | ○    | -    |
| 85  | 日本の昔話                                                      | 再話／中脇初枝                             | -                                   | MICAO                                                      | -    | -    |
| 86  | 人間じゃないものの冒険                                          | リュドミラ・ペトゥルシェフスカヤ           | 北川和美                            | 朝野ペコ                                                   | ○    | ○    |
| 87  | バード街の孤島                                                  | ウーリー・オルレブ                         | 母袋夏生                            | 岡野賢介                                                   | ○    | -    |
| 88  | はみだしインディアンのホントにホントの物語                      | シャーマン・アレクシー                     | さくまゆみこ                        | エレン・フォーニー                                         | -    | -    |
| 89  | パンチャタントラ                                                | -                                          | 岩瀬由佳                            | 中田弘司                                                   | ○    | -    |
| 90  | バンビ 〜森のいのちの物語〜                                     | フェーリクス・ザルテン                     | 若松宣子                            | あべ弘士                                                   | ○    | -    |
| 91  | ビアス作品集                                                    | アンブローズ・ビアス                       | 杉田七重                            | タケウマ                                                   | ○    | -    |
| 92  | ピーター・ラビットのおはなし                                    | ビアトリクス・ポター                       | 中井はるの                          | ビアトリクス・ポター                                       | ○    | -    |
| 93  | 美女と野獣 ほか五編                                             | ボーモン夫人                               | 河野万里子                          | アンマサコ                                                 | ○    | -    |
| 94  | ひとにぎりの黄金 〜エイキン自選傑作集〜                         | ジョーン・エイキン                         | こだまともこ                        | 後藤貴志                                                   | ○    | -    |
| 95  | 日向が丘の少女                                                  | ビョルンスチェルネ・ビョルンソン           | 木村由利子                          | しらこ                                                     | ○    | -    |
| 96  | 秘密の花園                                                      | フランシス・ホジソン・バーネット           | 斎藤倫子                            | 村上幸織                                                   | ○    | -    |
| 97  | ビリー・ジョーの大地                                            | カレン・ヘス                               | 伊藤比呂美                          | しまざきジョゼ                                             | -    | -    |
| 98  | ビロードのうさぎ                                                | マージェリィ・ウィリアムズ                 | 杉田七重                            | おくはらゆめ                                               | ○    | -    |
| 99  | ファーブル昆虫記                                                | ジャン＝アンリ・ファーブル                 | 奥本大三郎                          | 見山博                                                     | -    | -    |
| 100 | プーシキン作品集                                                | アレクサンドル・プーシキン                 | 坂庭淳史                            | 八館ななこ                                                 | ○    | -    |
| 101 | 不思議の国のアリス                                              | ルイス・キャロル                           | 田中亜希子                          | ジョン・テニエル                                           | ○    | -    |
| 102 | プラテーロとぼく                                                | フアン・ラモン・ヒメネス                   | 宇野和美                            | 早川世詩男                                                 | ○    | -    |
| 103 | ペロー童話集                                                    | シャルル・ペロー                           | 伏見操                              | 都築まゆ美                                                 | ○    | -    |
| 104 | ポー作品集                                                      | エドガー・アラン・ポー                     | こだまともこ                        | ミキワカコ                                                 | ○    | -    |
| 105 | 北欧神話                                                        | 文／杉原梨江子                             | -                                   | 村上幸織                                                   | ○    | -    |
| 106 | ぼくの犬はジャズが好き                                          | マリーナ・モスクヴィナ                     | 鴻野わか菜                          | 中村俊貴                                                   | ○    | ○    |
| 107 | 星の王子さま                                                    | サン=テグジュペリ                          | 平岡敦                              | サン＝テグジュペリ                                         | ○    | -    |
| 108 | ホン・ギルトン                                                  | 原作／伝・許筠 文／キム・ナムジュン        | 神谷丹路                            | ユン・ジョンジュ                                           | ○    | ○    |
| 109 | ほんとうの空色                                                  | バラージュ・ベーラ                         | 岡本佳子                            | 荒井良二                                                   | ○    | -    |
| 110 | 魔女の宅急便                                                    | 角野栄子                                   | -                                   | 林明子                                                     | -    | -    |
| 111 | まど・みちお詩集                                                | 詩／まど・みちお                           | 編／市河紀子                        | 松田奈那子                                                 | -    | -    |
| 112 | 三つのおとぎばなし                                              | リュドミラ・ウリツカヤ                     | 沼野恭子                            | スヴェトラーナ・フィリッポワ                               | ○    | ○    |
| 113 | みつばちマーヤの冒険                                            | ワルデマル・ボンゼルス                     | 遠山明子                            | 熊田千佳慕                                                 | ○    | -    |
| 114 | 森は生きている 〜12の月のおとぎ話〜                             | サムイル・マルシャーク                     | 小澤裕之                            | 河合真維                                                   | ○    | -    |
| 115 | 野性の呼び声                                                    | ジャック・ロンドン                         | 原田勝                              | ミロコマチコ                                               | ○    | -    |
| 116 | 夢の黄金                                                        | ホセ・マリア・メリーノ                     | 小原京子                            | 末山りん                                                   | ○    | ○    |
| 117 | ライオンと魔女とようふくだんす 〜ナルニア国物語〜               | C・S・ルイス                               | 三辺律子                            | げみ                                                       | ○    | -    |
| 118 | 聊斎志異 〜中国の怪異譚〜                                       | 蒲松齢                                     | 渡辺仙州                            | 浦正                                                       | ○    | -    |
| 119 | レッド・フォックス                                              | チャールズ・G・D・ロバーツ                 | 西田佳子                            | あべ弘士                                                   | ○    | -    |
| 120 | 六十七番地の子どもたち                                          | リザ・テツナー                             | 酒寄進一                            | スカイエマ                                                 | ○    | ○    |
| 121 | ロシア民話集                                                    | 編／アレクサンドル・アファナーシエフ       | 熊野谷葉子、塚崎今日子              | アンマサコ                                                 | ○    | -    |
| 122 | ロビン・フッドのゆかいな冒険                                    | ハワード・パイル                           | 三辺律子                            | 平沢下戸                                                   | -    | -    |
| 123 | 若草物語                                                        | ルイーザ・メイ・オルコット                 | 代田亜香子                          | しまざきジョゼ                                             | ○    | -    |
| 124 | 忘れ川をこえた子どもたち                                        | マリア・グリーペ                           | 訳／大久保貞子 補訳／菱木晃子       | ハラルド・グリーペ                                         | -    | -    |
| 125 | 笑いを売った少年 ティム・ターラー                               | ジェイムス・クリュス                       | 若松宣子                            | 中田いくみ                                                 | ○    | -    |

### 備考
- 『ファーブル昆虫記』『西遊記』『三銃士』『ガリヴァー旅行記』『古事記』『アンネの日記』『海底二万里』の7作品は完訳ではなく短縮されている[4]。
- 短編作品集では以下の12作品は全部を訳出していない[4]。『イギリス昔話集』『ピーター・ラビット』『シートン動物記』『ペロー童話集』『グリム昔話集』『イソップ物語』『アンデルセン童話集』『ロシア民話集』『パンチャタントラ』『ナスレッディン・ホジャ』『聊斎志異』『怪談』。

## 評価
永江朗は、コストパフォーマンスの高さを評価し、電子書籍と書店・取次をどう共存させるかという課題への一つの解答であるとしつつも、インターネットに繋がらないと読めない、本を読む権利を誰かに譲ったり売ったりすることができない、著作権者との契約が2030年8月までなのでその後も読めるかどうか不明であるなどの問題があることを指摘している。
現代の口語に近い形への翻訳については賛否がある。
2023年3月17日にNHKのあさイチで紹介された。
2023年12月21日に発表された「JEPA電子出版アワード2023」で、小学館世界J文学館がスーパー・コンテンツ賞を受賞した。